# Frieden von Perth
Der Frieden von Perth war ein Vertrag zwischen Schottland und Norwegen, der am 2. Juli 1266 in der schottischen Stadt Perth geschlossen wurde. Er beendete den seit 1263 dauernden Krieg zwischen den beiden Reichen um den Besitz der westschottischen Inseln.

## Vorgeschichte
Die westschottischen Inseln hatten seit dem 9. Jahrhundert unter norwegischer Herrschaft gestanden, was der schottische König Edgar 1098 offiziell anerkannt hatte. Seit 1261 hatte aber der schottische König Alexander III. die Versuche seines Vaters Alexander II. fortgesetzt, die Inseln zu erwerben. Nachdem der norwegische König Hakon IV. die schottischen Kaufangebote zurückgewiesen hatte, kam es 1263 zum offenen Krieg zwischen den beiden Reichen. Der Feldzug des norwegischen Königs nach Schottland im selben Jahr endete mit einem Fehlschlag. Dazu starb Håkon IV. im Dezember 1263 auf Orkney. Im nächsten Jahr konnte der schottische König ohne große Mühe die Inseln unter seine Kontrolle bringen. Hakons Sohn und Nachfolger Magnus VI. hatte nun kaum eine andere Möglichkeit, als Frieden zu schließen.

## Verlauf der Verhandlungen
Im Frühjahr 1264 reisten Henrik, Bischof von Orkney, und Askatin, der Kanzler des norwegischen Königs, zu ersten Verhandlungen nach Schottland. Die Schotten wiesen ihre Verhandlungsangebote aber schroff zurück und drohten den Unterhändlern mit Gefangennahme, worauf Henrik und Askatin Schottland wieder verließen. Im Sommer kehrte Bischof Henrik zusammen mit zwei Franziskanern zurück und wurde von König Alexander III. empfangen. Obwohl beide Seiten nun Verhandlungsbereitschaft zeigten, zogen sich die Verhandlungen weiter hin. Ende 1264 reisten zwei Dominikaner im Auftrag des schottischen Königs nach Norwegen, und im April 1265 reiste Askatin zusammen mit Gilbert, Bischof von Hamar nach Schottland. Dabei reisten sie zunächst nach York, vermutlich um den englischen König Heinrich III. zu konsultieren, der in den 1250er Jahren mehrfach in Schottland interveniert hatte. Ob sie den englischen König aber trafen, ist unwahrscheinlich, da sich der König im Krieg mit seinen eigenen rebellierenden Baronen befand. In Schottland gaben die beiden Unterhändler mit der Abtretung von Bute und Arran erstmals ein konkretes Angebot ab, was der schottische König in Perth jedoch zurückwies. Daraufhin kehrten Askatin und Gilbert im Herbst 1265 nach Norwegen zurück. Mit oder kurz nach ihnen reiste Reginald of Roxburgh, ein Mönch aus Melrose Abbey, als Unterhändler des schottischen Königs nach Norwegen. In Verhandlungen mit dem norwegischen König und dessen Kronrat konnte er die wesentlichen Bedingungen für einen Frieden aushandeln. Reginald reiste 1266 nach Schottland zurück, ihm folgte kurz darauf eine von Askatin geführte norwegische Gesandtschaft.

## Vertragsinhalt
Die abschließenden Verhandlungen fanden im Sommer 1266 in Perth statt. Schließlich stimmten die Norweger der Abtretung der Isle of Man und der Hebriden an Schottland zu, dabei sollten die schottischen Könige die Gebiete offiziell als Lehen der norwegischen Könige halten. Im Gegenzug zahlte Schottland ab dem 1. Juli 1267 in vier jährlichen Raten insgesamt 4000 Mark an Norwegen. In den folgenden Jahren sollte Schottland jährlich 100 Mark an Norwegen zahlen. Dazu erkannte Schottland die norwegische Herrschaft über Orkney und die Shetlandinseln an. Der König von Schottland erhielt das Patronatsrecht über die Diözese Sodor und Man, die aber weiter den Erzbischöfen von Trondheim als Metropoliten unterstellt blieb. Nach der Besiegelung des Vertrags am 2. Juli in Perth bestätigten der norwegische König und sein Kronrat das Abkommen am 10. August in Bergen.

## Folgen
Durch den Frieden von Perth erwarb Schottland die Gebiete des Königreichs der Inseln, deren Gesellschaft im Gegensatz zu Schottland weitgehend skandinavisch geprägt war. Auch wenn Alexander III. während seiner weiteren Herrschaft keine Schwierigkeiten hatte, seine Autorität auf den Inseln zu behaupten, dauerte die Eingliederung der neuen Gebiete in das schottische Reich bis weit in das 14. Jahrhundert hinein. Die erste vertraglich vereinbarte Rate zahlte der schottische König rechtzeitig 1267, die zweite erst 1269 und die dritte dann 1270. Die abschließende vierte Rate wurde erst nach dem Abschluss des Heiratsvertrags der schottischen Königstochter Margarete mit dem norwegischen König Erik II. 1281 gezahlt. Die vereinbarte jährliche Zahlung von 100 Mark wurde zur Verärgerung der Norweger schließlich kaum geleistet. Vor 1294 verlangte Erik II. wegen der Nichtzahlung der jährlichen Zahlung die Rückgabe der Inseln. Während des Schottischen Unabhängigkeitskriegs machte der norwegische König Håkon V. 1299 dem englischen König Eduard I. das Angebot, ihn im Krieg gegen die schottischen Patrioten mit einer Flotte zu unterstützen. Als Gegenleistung erwartete er eine Berücksichtigung der norwegischen Ansprüche auf die westschottischen Gebiete. Der englische König lehnte diesen Vorschlag aber ab, denn er wünschte nicht die Einmischung eines weiteren Königs in den Krieg in Schottland. 1312 schloss der schottische König Robert Bruce mit Håkon V. den Vertrag von Inverness, in dem der 1266 geschlossene Vertrag von Perth erneuert wurde. Darin versprach der schottische König, die 1266 versprochenen Zahlungen fortzusetzen. Danach erhob kein norwegischer König mehr Ansprüche auf die westschottischen Inseln. Als die Orkneys 1468 von Norwegen an Schottland verpfändet wurden, verzichteten die Norweger in diesem Vertrag endgültig auf die 1266 vereinbarte jährliche Zahlung von 100 Mark.

## Quelle
- Vertragstext englisch und lateinisch